# Simona de Silvestro
Simona de Silvestro (Thun, 1988. szeptember 1. –) svájci autóversenyzőnő. Sok beceneve közül gyakran emlegetik pl. "The Iron Maiden" vagy "The Swiss Missile", melyeket gyorsaságáról és keménységéről kapott. 2014-ben a Sauber Motorsport Formula–1-es programjának tagja volt. Jelenleg a Porsche Formula–E csapatának tesztpilótája.

## Pályafutása

### A kezdetek
De Silvestro már gyerekkorában érdeklődött az autóversenyzés iránt, azon belül is a sportág mechanikai, technikai része érdekelte leginkább. 2001-ben kezdett gokartozni, 2002-ben az országos svájci bajnokságban a 7. helyen végzett, Monacóban a 13. lett, míg a svájci Bridgestone-Cup-ban a 2. helyet szerezte meg.

### Atlantic Championship
Az amerikai Atlantic Championship-hez 2007-ben csatlakozott a Walker Racing színeiben. 2008-ban a Newman Wachs Racing autóját vezethette, s a bizalmat a szezon első versenyén Long Beach-en rögtön egy győzelemmel hálálta meg.  2009-ben négy versenyt nyert, s magabiztosan vezette a bajnokságot, azonban a Laguna Seca-i utolsó versenyen ütközött, így összetettben végül a 3. helyen zárta az évet.

### IndyCar
A 2009-es év végén Simona lehetőséget kapott, hogy tesztelhessen egy IndyCar autót a Sebring International Raceway-en Atlanticos csapat, Team Stargate Worlds és az IndyCarban részt vevő HVM Racing segítségével. A teszt olyan jól sikerült, hogy a svájci hölgyet leszerződtette a HVM Racing a 2010-es szezonra. A 2010-es indianapolisi 500 mérföldes viadalon a 22. helyre kvalifikálta magát, a versenyt a 14 helyen fejezte be, s ő lett az év újonca is. A Firestone 550-en, a Texas Motor Speedway-en megtapasztalhatta a versenyzés sötétebb oldalát is, ugyanis egy baleset következtében kigyulladt az autója, az ő lába pedig beszorult a cockpitbe. A biztonsági csapat a pályán hihetetlen lassan ért a helyszínre, s csak a szerencsének köszönhető, hogy de Silvestro megúszta egy megégett jobb kézzel. Az eset után a HVM Racing erősen kritizálta az IndyCar biztonságért felelős embereit, amivel a többi csapat is egyetértett.
2011 januárjában de Silvestro, a szponzora és a HVM Racing bejelentette, hogy hároméves szerződést kötöttek az IndyCar Series-ben . A szezon első versenyén Szentpétervárott a 17. rajtpozícióból indulva a 4. helyet szerezte meg. A 2011-es Indianapolis 500 egyik edzésén súlyos balesetet szenvedett, mely során a jobb kezén másodfokú, a bal kezén felületi égési sérüléseket szerzett. 
Az incidenst mechanikai hiba okozta. Kérdéses volt, hogy de Silvestro ott lehet-e az Indy 500-on a továbbiakban, de végül zöld utat kapott és a 24. helyre kvalifikálta magát, elkerülvén a Bump Day-t. Az eredeti autó, nem volt alkalmas a további versenyzésre, így a tartalékautóval, becenevén Pork Choppal állt rajthoz május 29-én, az 500-on. A 44. körben azonban kiderült, hogy a kocsi nem alkalmas a továbbiakra, így kihívták a pitbe és a futama véget ért.
A Milwaukee Mile-on tovább üldözte a balszerencse. Az időmérő edzés során újabb balesetet szenvedett, azonban a versenyen engedélyezték az indulását. Néhány körrel a rajt után azonban szédülés és látászavarok miatt feladni kényszerült a viadalt. A következő versenyt Iowában kihagyta. A kanadai versenyekre visszatért, s Torontóban egy top 10-es eredménnyel bizonyította, hogy a balesetek nem bizonytalanították el, Edmontonban 24. lett. Sonomát ismét kihagyni kényszerült egy meglehetősen kellemetlen közjáték miatt: nem engedték be az USA-ba; a vámnál furcsának találták, hogy egy egyedülálló fiatal nő miért járt a közelmúltban kétszer is Kanadában. A HVM Racing autóját Simon Pagenaud vezette a versenyen.
2012-re a HVM Racing főszponzora és új motorbeszállítója a Lotus lett. A szezonban az összes ilyen erőforrással hajtott autó rettentően alulteljesített és többször nem feleltek meg a minimális biztonsági előírásoknak sem. De Silvestro a végelszámolást a 24. helyen zárta, futamon pedig a legjobb helyezése két darab 14. pozíció volt.
2012. október 30-án bejelentésre került, hogy a svájci versenyzőnő szerződést írt alá a KV Racing Technology-val és a Nuclear Clean Air Energy-vel a 2013-as kiírásra. 2013. október 5-én Houstonban a 2. helyen intették le, ezzel pedig Sarah Fisher és Danica Patrick után a bajnokság történetének harmadik női pilótája lett, aki felállhatott a pódiumra.
2015. április 2-án ő maga hozta nyilvánosságra, hogy a 2015-ös idényben néhány futamon vezetni fogja a #29-es számú Andretti Autosport Hondáját.
2021. január 19-én a szinte csak női háttérrel rendelkező, egyben a Team Penske-vel közreműködő Paretta Autosport bejelentette, hogy de Silvestro 6 év szünet után visszatér a 2021-es Indy 500-ra. 2022 áprilisában hivatalossá vált, hogy az Ed Carpenter Racing technikai hátterével a 2022-es kiírásban is szerepelni fognak néhány épített- és utcai pályán.

### Formula–E
2015. június 15-én bejelentésre került, hogy de Silvestro az Andretti színeiben lehetőséget kap a 2014–2015-ös Formula–E szezon dupla versenyes londoni fináléjára. Később az egész 2015–2016-os szezonra leszerződött a korábbi Formula Renault 3.5-ös bajnok, a holland Robin Frijns mellé.
A 2016-os Long Beach nagydíjon ő lett az első női pilóta, aki pontokat szerzett a szériában, amikor a 9. helyen rangsorolták. A végösszesítést a 18. helyen fejezte be 4 gyűjtött egységgel.
2020 márciusában a Porsche gyári alakulata szerződtette első számú hivatalos tesztpilótának.

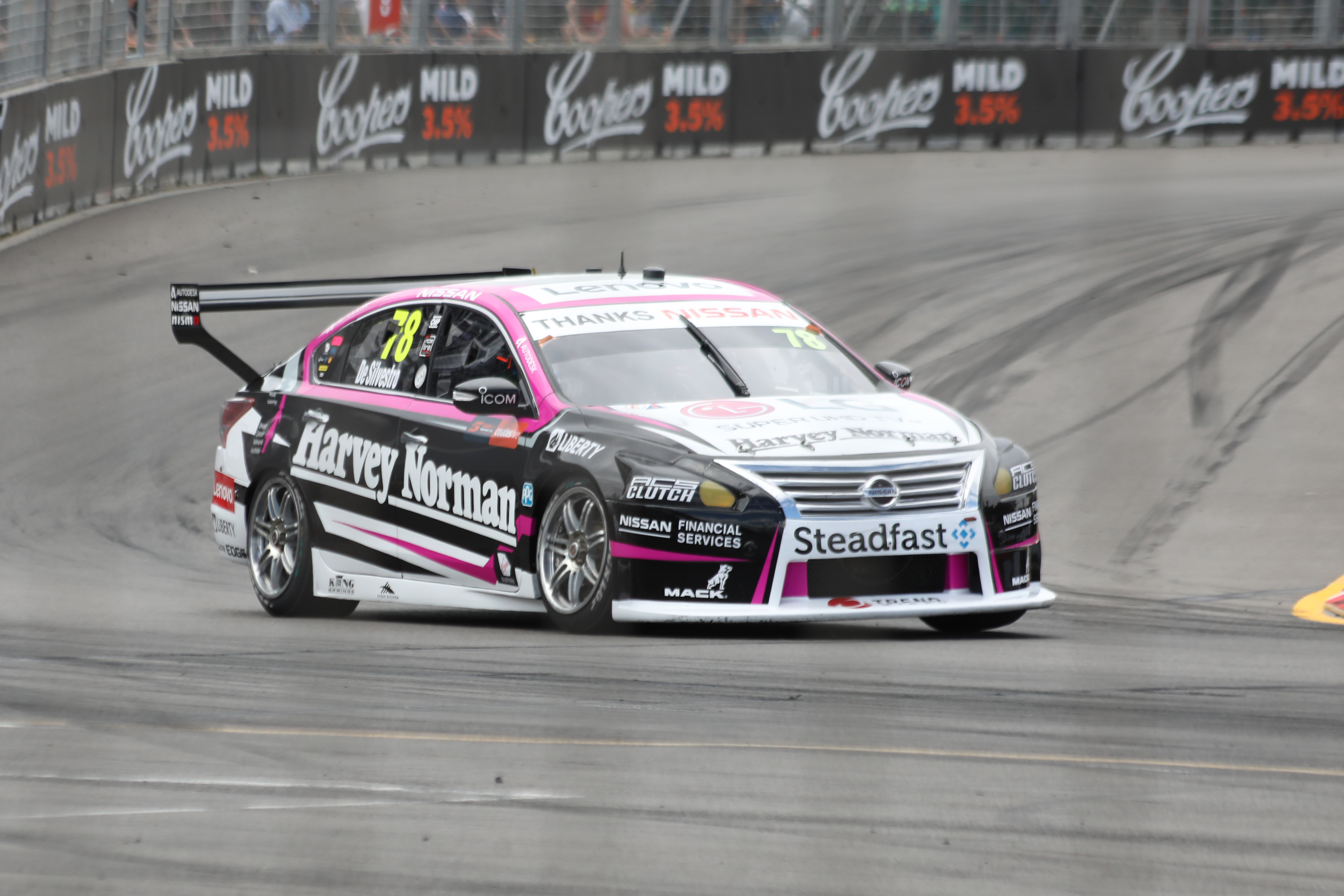
Silvestro a 2018-as Newcastle 500-on

## Eredményei

### Karrier összefoglaló
| Szezon  | Bajnokság                          | Csapat                      | Verseny         | Győzelem        | Pole            | Leggyorsabb kör | Pont            | Helyezés        |
| ------- | ---------------------------------- | --------------------------- | --------------- | --------------- | --------------- | --------------- | --------------- | --------------- |
| 2005    | Olasz Formula Renault 2.0          | Cram Motorsport             | 17              | 0               | 0               | 0               | 16              | 20.             |
| 2006    | Formula BMW Amerika                | EuroInternational           | 14              | 1               | 0               | 2               | 113             | 4.              |
| 2007    | Champ Car Atlantic                 | Walker Racing               | 12              | 0               | 0               | 0               | 69              | 19.             |
| 2008    | Atlantic Championship              | Newman Wachs Racing         | 11              | 1               | 0               | 0               | 167             | 8.              |
| 2009    | Atlantic Championship              | Team Stargate Worlds        | 12              | 4               | 4               | 1               | 176             | 3.              |
| 2010    | IndyCar                            | HVM Racing                  | 17              | 0               | 0               | 0               | 242             | 19.             |
| 2011    | IndyCar                            | HVM Racing                  | 15              | 0               | 0               | 1               | 225             | 20.             |
| 2012    | IndyCar                            | HVM Racing                  | 14              | 0               | 0               | 0               | 182             | 24.             |
| 2013    | IndyCar                            | KV Racing Technology        | 19              | 0               | 0               | 0               | 362             | 13.             |
| 2014    | Formula–1                          | Sauber                      | Fejlesztőpilóta | Fejlesztőpilóta | Fejlesztőpilóta | Fejlesztőpilóta | Fejlesztőpilóta | Fejlesztőpilóta |
| 2014–15 | Formula–E                          | Andretti Autosport          | 2               | 0               | 0               | 0               | 0               | 27.             |
| 2015    | IndyCar                            | Andretti Autosport          | 3               | 0               | 0               | 0               | 66              | 30.             |
| 2015    | International V8 Supercars         | Prodrive Racing Australia   | 1               | 0               | 0               | 0               | 84              | 54.             |
| 2015–16 | Formula–E                          | Amlin Andretti              | 10              | 0               | 0               | 0               | 4               | 18.             |
| 2016    | International V8 Supercars         | Nissan Motorsport           | 1               | 0               | 0               | 0               | 126             | 50.             |
| 2017    | Supercars                          | Nissan Motorsport           | 26              | 0               | 0               | 0               | 1131            | 24.             |
| 2018    | Supercars                          | Nissan Motorsport           | 31              | 0               | 0               | 0               | 1323            | 23.             |
| 2018–19 | Formula–E                          | Venturi Racing              | Tesztpilóta     | Tesztpilóta     | Tesztpilóta     | Tesztpilóta     | Tesztpilóta     | Tesztpilóta     |
| 2019    | Supercars                          | Kelly Racing                | 31              | 0               | 0               | 0               | 1564            | 19.             |
| 2019    | WeatherTech SportsCar Championship | Meyer Shank Racing          | 1               | 0               | 0               | 0               | 19              | 58.             |
| 2019–20 | Formula–E                          | Porsche Formula E Team      | Tesztpilóta     | Tesztpilóta     | Tesztpilóta     | Tesztpilóta     | Tesztpilóta     | Tesztpilóta     |
| 2020    | GT Európa Endurance-kupa           | Rowe Racing                 | 1               | 0               | 0               | 0               | 0               | HN‡             |
| 2020    | ADAC GT Masters                    | KÜS Team75 Bernhard         | 10              | 0               | 0               | 0               | 41              | 23.             |
| 2020–21 | Formula–E                          | Porsche Formula E Team      | Tartalékpilóta  | Tartalékpilóta  | Tartalékpilóta  | Tartalékpilóta  | Tartalékpilóta  | Tartalékpilóta  |
| 2021    | IndyCar                            | Paretta Autosport           | 1               | 0               | 0               | 0               | 10              | 40.             |
| 2021    | ADAC GT Masters                    | Precote Herberth Motorsport | 13              | 0               | 0               | 0               | 34              | 23.             |
| 2022    | IndyCar                            | Paretta Autosport           | 4               | 0               | 0               | 0               | 34              | 32.             |

* A szezon jelenleg is zajlik.
‡ Mivel Simona de Silvestro vendégpilóta volt, ezért nem részesült bajnoki pontokban.

### Teljes Atlantic Championship eredménysorozata
(Táblázat értelmezése)

(Félkövér: pole-pozícióból indult; dőlt: leggyorsabb kört futott) 

| Év   | Csapat               | 1      | 2      | 3      | 4       | 5       | 6      | 7       | 8      | 9       | 10      | 11     | 12     | Helyezés | Pont |
| ---- | -------------------- | ------ | ------ | ------ | ------- | ------- | ------ | ------- | ------ | ------- | ------- | ------ | ------ | -------- | ---- |
| 2007 | Walker Racing        | LVG 17 | LBH 28 | HOU 15 | POR1 16 | POR2 16 | CLE 11 | MTT 7   | TOR 18 | EDM1 13 | EDM2 22 | SJO 10 | ROA 22 | 19.      | 69   |
| 2008 | Newman Wachs Racing  | LBH 1  | LS 10  | MTT 9  | EDM1 8  | EDM2 19 | ROA1 9 | ROA2 18 | TRR 4  | NJ 11   | UTA 5   | ATL 4  |        | 8.       | 167  |
| 2009 | Team Stargate Worlds | SEB 5  | UTA 1  | NJ1 2  | NJ2 1   | LIM 1   | ACC1 3 | ACC2 2  | MDO 2  | TRR 1   | MOS 10  | ATL 2  | LS 10  | 3.       | 176  |

### Teljes IndyCar eredménysorozata
(Táblázat értelmezése)

(Félkövér: pole-pozícióból indult; dőlt: leggyorsabb kört futott) 

| Év   | Csapat               | 1      | 2      | 3      | 4      | 5       | 6       | 7      | 8      | 9      | 10     | 11     | 12     | 13     | 14     | 15     | 16     | 17     | 18     | 19    | Helyezés | Pont |
| ---- | -------------------- | ------ | ------ | ------ | ------ | ------- | ------- | ------ | ------ | ------ | ------ | ------ | ------ | ------ | ------ | ------ | ------ | ------ | ------ | ----- | -------- | ---- |
| 2010 | HVM Racing           | SAO 16 | STP 16 | ALA 21 | LBH 17 | KAN 21  | INDY 14 | TXS 24 | IOW 21 | WGL 24 | TOR 9  | EDM 22 | MDO 8  | SNM 13 | CHI 23 | KTY 25 | MOT 23 | HMS 23 |        |       | 19.      | 242  |
| 2011 | HVM Racing           | STP 4  | ALA 9  | LBH 20 | SAO 20 | INDY 31 | TXS 26  | TXS 27 | MIL 25 | IOW Ni | TOR 10 | EDM 24 | MDO 12 | NHM 16 | SNM NK | BAL 12 | MOT 14 | KTY 25 | LVS T  |       | 20.      | 215  |
| 2012 | Lotus-HVM Racing     | STP 24 | ALA 20 | LBH 20 | SAO 24 | INDY 32 | DET 14  | TXS Ni | MIL 24 | IOW 14 | TOR 24 | EDM 23 | MDO 23 | SNM 17 | BAL 22 | FON 26 |        |        |        |       | 24.      | 182  |
| 2013 | KV Racing Technology | STP 6  | ALA 18 | LBH 9  | SAO 8  | INDY 17 | DET 16  | DET 24 | TXS 16 | MIL 24 | IOW 21 | POC 11 | TOR 10 | TOR 14 | MDO 11 | SNM 9  | BAL 5  | HOU 2  | HOU 10 | FON 8 | 13.      | 362  |
| 2015 | Andretti Autosport   | STP 18 | NLA 4  | LBH    | ALA    | IMS     | INDY 19 | DET    | DET    | TXS    | TOR    | FON    | MIL    | IOW    | MDO    | POC    | SNM    |        |        |       | 30.      | 66   |
| 2021 | Paretta Autosport    | ALA    | STP    | TXS    | TXS    | IMS     | INDY 31 | DET    | DET    | ROA    | MDO    | NSH    | IMS    | GTW    | POR    | LAG    | LBH    |        |        |       | 40.      | 10   |
| 2022 | Paretta Autosport    | STP    | TXS    | LBH    | ALA    | IMS     | INDY    | DET    | ROA 21 | MDO 18 | TOR    | IOW    | IOW    | IMS    | NSH 16 | GTW    | POR    | LAG 22 |        |       | 32.      | 34   |

|T|= Törölt futam
|Ni|= Nem indult
|Nk|= Nem kvalifikált

#### Indianapolis 500
| Év   | Kasztni | Motor     | Rajthely | Eredmény | Csapat               |
| ---- | ------- | --------- | -------- | -------- | -------------------- |
| 2010 | Dallara | Honda     | 22       | 14       | HVM Racing           |
| 2011 | Dallara | Honda     | 24       | 31       | HVM Racing           |
| 2012 | Dallara | Lotus     | 32       | 32       | Lotus-HVM Racing     |
| 2013 | Dallara | Chevrolet | 24       | 17       | KV Racing Technology |
| 2015 | Dallara | Honda     | 19       | 19       | Andretti Autosport   |
| 2021 | Dallara | Chevrolet | 33       | 31       | Paretta Autosport    |

### Teljes Formula–E eredménylistája
(Táblázat értelmezése)

(Félkövér: pole-pozícióból indult; dőlt: leggyorsabb kört futott) 

| Év      | Csapat   | 1      | 2      | 3      | 4      | 5      | 6     | 7      | 8     | 9      | 10     | 11     | Helyezés | Pont |
| ------- | -------- | ------ | ------ | ------ | ------ | ------ | ----- | ------ | ----- | ------ | ------ | ------ | -------- | ---- |
| 2014–15 | Andretti | BEI    | PUT    | PDE    | BUE    | MIA    | LBH   | MON    | BER   | MOS    | LON 11 | LON 12 | 27.      | 0    |
| 2015–16 | Andretti | BEI Ki | PUT 13 | PDE 11 | BUE 14 | MEX 14 | LBH 9 | PAR 15 | BER 9 | LON 14 | LON Ki |        | 18.      | 4    |

### Teljes Supercars eredménysorozata
| Év   | Csapat                    | Autó      | 1         | 2         | 3         | 4         | 5         | 6         | 7         | 8         | 9          | 10         | 11         | 12         | 13         | 14         | 15         | 16         | 17         | 18         | 19         | 20         | 21         | 22         | 23         | 24         | 25         | 26         | 27        | 28         | 29         | 30         | 31         | 32      | 33      | 34      | 35      | Helyezés | Pont |
| ---- | ------------------------- | --------- | --------- | --------- | --------- | --------- | --------- | --------- | --------- | --------- | ---------- | ---------- | ---------- | ---------- | ---------- | ---------- | ---------- | ---------- | ---------- | ---------- | ---------- | ---------- | ---------- | ---------- | ---------- | ---------- | ---------- | ---------- | --------- | ---------- | ---------- | ---------- | ---------- | ------- | ------- | ------- | ------- | -------- | ---- |
| 2015 | Prodrive Racing Australia | ADE R1    | ADE R2    | ADE R3    | SYM R4    | SYM R5    | SYM R6    | BAR R7    | BAR R8    | BAR R9    | WIN R10    | WIN R11    | WIN R12    | HID R13    | HID R14    | HID R15    | TOW R16    | TOW R17    | QLD R18    | QLD R19    | QLD R20    | SMP R21    | SMP R22    | SMP R23    | SAN R24    | BAT R25 21 | SUR R26    | SUR R27    | PUK R28   | PUK R29    | PUK R30    | PHI R31    | PHI R32    | PHI R33 | SYD R34 | SYD R35 | SYD R36 | 54.      | 84   |
| 2016 | Nissan Motorsport         | ADE R1    | ADE R2    | ADE R3    | SYM R4    | SYM R5    | PHI R6    | PHI R7    | BAR R8    | BAR R9    | WIN R10    | WIN R11    | HID R12    | HID R13    | HID R14    | TOW R15    | QLD R16    | QLD R17    | SMP R18    | SMP R19    | SAN R20    | BAT R21 14 | SUR R22    | SUR R23    | PUK R24    | PUK R25    | PUK R26    | PUK R27    | SYD R28   | SYD R29    |            |            |            |         |         |         |         | 50.      | 126  |
| 2017 | Nissan Motorsport         | ADE R1 20 | ADE R2 23 | SYM R3 15 | SYM R4 15 | PHI R5 13 | PHI R6 13 | BAR R7 23 | BAR R8 25 | WIN R9 23 | WIN R10 20 | HID R11 20 | HID R12 28 | TOW R13 18 | TOW R14 23 | QLD R15 27 | QLD R16 19 | SMP R17 19 | SMP R18 23 | SAN Q 22   | SAN R19 18 | BAT R20 Ki | SUR R21 16 | SUR R22 23 | PUK R23 18 | PUK R24 17 | NEW R25 20 | NEW R26 17 |           |            |            |            |            |         |         |         |         | 24.      | 1131 |
| 2018 | Nissan Motorsport         | ADE R1 18 | ADE R2 18 | MEL R3 Ki | MEL R4 23 | MEL R5 23 | MEL R6 16 | SYM R7 23 | SYM R8 21 | PHI R9 24 | PHI R10 22 | BAR R11 15 | BAR R12 12 | WIN R13 22 | WIN R14 23 | HID R15 22 | HID R16 17 | TOW R17 25 | TOW R18 22 | QLD R19 19 | QLD R20 20 | SMP R21 14 | BEN R22 23 | BEN R23 23 | SAN QR 22  | SAN R24 Hn | BAT R25 14 | SUR R26 18 | SUR R27 T | PUK R28 21 | PUK R29 18 | NEW R30 10 | NEW R31 24 |         |         |         |         | 23.      | 1323 |
| 2019 | Kelly Racing              | ADE R1 15 | ADE R2 16 | MEL R3 18 | MEL R4 19 | MEL R5 17 | MEL R6 21 | SYM R7 21 | SYM R8 21 | PHI R9 15 | PHI R10 18 | BAR R11 12 | BAR R12 12 | WIN R13 23 | WIN R14 23 | HID R15 19 | HID R16 20 | TOW R17 19 | TOW R18 10 | QLD R19 18 | QLD R20 19 | BEN R21 Ki | BEN R22 22 | PUK R23 16 | PUK R24 7  | BAT R25 13 | SUR R26 21 | SUR R27 22 | SAN QR 12 | SAN R28 15 | NEW R29 19 | NEW R30 18 |            |         |         |         |         | 19.      | 1564 |

* A szezon jelenleg is zajlik.

### Daytonai 24 órás autóverseny
| Év   | Csapat                                  | Csapattárs                                       | Autó          | Kategória | Kör | Összetett Helyezés | Kategória Helyezés |
| ---- | --------------------------------------- | ------------------------------------------------ | ------------- | --------- | --- | ------------------ | ------------------ |
| 2019 | Heinricher Racing w/ Meyer Shank Racing | Katherine Legge Christina Nielsen Bia Figueiredo | Acura NSX GT3 | GTD       | 550 | 32.                | 12.                |

### Teljes ADAC GT Masters eredménysorozata
| Év   | Csapat                      | 1         | 2         | 3        | 4        | 5        | 6        | 7        | 8        | 9        | 10       | 11       | 12       | 13       | 14       | Helyezés | Pont |
| ---- | --------------------------- | --------- | --------- | -------- | -------- | -------- | -------- | -------- | -------- | -------- | -------- | -------- | -------- | -------- | -------- | -------- | ---- |
| 2020 | KÜS Team75 Bernhard         | LAU1 1 19 | LAU1 2 16 | NÜR 1 4  | NÜR 2 17 | HOC 1 4  | HOC 2 27 | SAC 1 9  | SAC 2 Ki | RBR 1 18 | RBR 2 Ni | LAU2 1   | LAU2 2   | OSC 1 8  | OSC 2 Ki | 23.      | 41   |
| 2021 | Precote Herberth Motorsport | OSC 1 21  | OSC 2 6   | RBR 1 20 | RBR 2 Ki | ZAN 1 Ki | ZAN 1 13 | LAU 1 19 | LAU 2 19 | SAC 1 7  | SAC 2 Ki | HOC 1 18 | HOC 2 24 | NÜR 1 18 | NÜR 2 7  | 23.      | 34   |

* A szezon jelenleg is zajlik.